# La Fatarella
La Fatarella est une commune de la province de Tarragone, en Catalogne, en Espagne, de la comarque de Terra Alta

## Jumelage
Fonsorbes (France) depuis 1994 (Midi-Pyrénées)